# Sequoia-Nationalpark und Kings-Canyon-Nationalpark
Der Sequoia-Nationalpark und der Kings-Canyon-Nationalpark sind zwei Nationalparks in der kalifornischen Sierra Nevada im Westen der USA. Die beiden Parks grenzen unmittelbar aneinander und werden vom National Park Service als eine gemeinsame Einheit verwaltet. Sie gehören zu den bekanntesten Nationalparks in den Vereinigten Staaten und werden jährlich von mehr als 2 Millionen Menschen besucht. Die Gesamtfläche beider Parks beträgt 3504,5 Quadratkilometer.
Die Landschaft der beiden benachbarten Parks weist wegen der extrem unterschiedlichen Höhen von 412 m bis über 4000 m eine große Vielfalt auf. Riesige Berge, tiefe Canyons und hohe Bäume bilden die unterschiedlichsten Lebensräume für Tiere und Pflanzen. Die Hauptattraktion bilden die beeindruckenden Riesenmammutbäume, auch Sequoia Trees genannt, die eine Höhe von mehr als 80 m und einen Durchmesser von über 11 m erreichen können. 

## Geografie, Geologie und Klima
Die Nationalparks Kings Canyon und Sequoia liegen nahe aneinander im zentralen Teil der Sierra Nevada in Kalifornien. Sie befinden sich etwa 320 km nördlich von Los Angeles und ebenfalls etwa 320 km südöstlich von San Francisco. Beide Parks können in ungefähr vier Stunden von beiden Städten erreicht werden. Der Eingang zu Kings Canyon liegt ungefähr 80 km östlich von Fresno und der Eingang zu Sequoia ist ungefähr 55 km östlich von Visalia. Die Parks grenzen im Norden und Osten an die John Muir Wilderness. Im Süden und Westen grenzen sie an das Giant Sequoia National Monument und den Sequoia National Forest. Die Golden Trout Wilderness liegt im Süden und die Dinkey Lakes Wilderness liegt im Westen.
Das Gebiet der Parks erstreckt sich von ca. 412 m bis 4418 m Höhe. Die Gebirgskette der Sierra Nevada bildet die Ostgrenze der beiden Parks. Unter den zahlreichen hier vorzufindenden Viertausendern befindet sich auch der höchste Berg der USA außerhalb Alaskas, der 4418 m hohe Mount Whitney. Die Entstehung des Gebirges ist auf plattentektonische Vorgänge zurückzuführen. Die Pazifikplatte wird seit rund 180 Millionen Jahren unter die nach Nordwesten treibende nordamerikanische Platte ins Erdinnere abgedrängt und aufgeschmolzen. Vor 17 Millionen Jahren wurde der westliche Teil des nordamerikanischen Kontinents von tektonischen Bewegungen erfasst, die zur Hebung und Dehnung der Kontinentalkruste führten. Während dieser Zeit wurde der Verlauf der Sierra Nevada stark nach Osten hin verworfen. Die östliche Verwerfungskante, die heute die hohe Gebirgskette entlang der Ostgrenze bildet wurde dabei um mehrere tausend Meter angehoben, wobei sich die Westseite senkte. Die exponierte Kante verwitterte rasch, und die tiefenvulkanischen Batholithe und Stöcke wurden teilweise freigelegt. In die sich langsam hebenden Gesteinsschichten fraßen die Flüsse tiefe, enge Täler, die die Eiszeitgletscher in den vergangenen 2 Millionen Jahren zu charakteristischen Trogtälern wie dem Kings Canyon ausweiteten.
Während im Sequoia-Nationalpark Klima sowie Vegetation subalpin bis alpin sind, findet man sich im benachbarten Kings Canyon unvermittelt in einem im Sommer heißen und trockenen Tal wieder, in welchem Wüstenpflanzen gedeihen. Die mäßigen Niederschläge fallen gleichmäßig auf das ganze Jahr verteilt.

## Geschichte

### Die Ureinwohner
Etwa seit dem 9. Jahrhundert lebten in verschiedenen Tälern der Parks drei Stämme der Shoshonen. Eine vierte, im San Joaquin Valley ansässige Gruppe hielt sich gelegentlich im heutigen Parkgebiet auf. Die erste Begegnung mit den Weißen erfolgte zu Beginn des 19. Jahrhunderts. In der ersten Hälfte des Jahrhunderts lebte man ohne nennenswerte gegenseitige Beeinträchtigung nebeneinander. Die Weißen fielen kaum ins Gewicht, da sie nicht selten die Lebensweise der Einheimischen übernahmen. Die Wende kam 1848, als Gold in der Sierra Nevada entdeckt wurde. Die ins Land strömenden Goldsucher, Abenteurer und Siedler verdrängten die ansässigen Menschen aus ihren Tälern. Es kam auf beiden Seiten zu Gewalttätigkeiten. 1862 wurde der größte Teil der einheimischen Bevölkerung durch aus Europa eingeschleppte Krankheiten wie Pocken, Masern und Scharlach niedergestreckt. Die Überlebenden verließen das Gebiet und zogen ostwärts über die Sierra Nevada, so dass ab 1865 keine Ureinwohner mehr in der Region lebten.

### Entdeckung, Goldrausch und das Zeitalter der Holzindustrie

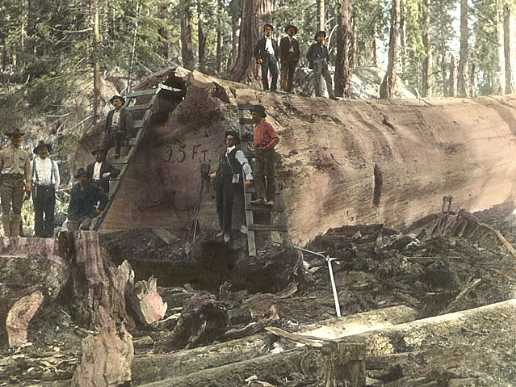
Gefällter Mammutbaum

Im Jahr 1839 war in einem Buch – das zunächst weitgehend unbeachtet blieb – erstmals von 'unglaublich großen' Bäumen die Rede, welche die Teilnehmer einer Expedition durch die Sierra Nevada im Jahre 1833 entdeckt hatten. Wirklich zur Kenntnis nahm man die Bäume jedoch erst aufgrund eines 1852 erschienenen Zeitungsartikels. Sogleich wurde mit dem Fällen einzelner Mammutbäume begonnen, um deren Dimensionen zu messen. Baumsegmente wurden zu Ausstellungszwecken an die Ostküste, später auch nach Europa transportiert. An der Ostküste glaubte man zuerst an einen raffinierten Schwindel, da die Baumsegmente für den Eisenbahn-Transport hatten zersägt werden müssen. Wie sich schon bald herausstellte, war das Holz der Sequoias von geringer Qualität. Trotzdem wurden zahlreiche Bäume gefällt. Sie fanden als Brennholz Verwendung oder wurden zu Zaunpfählen und zu einem geringen Teil zu Eisenbahnschwellen verarbeitet.
In den 1870er Jahren war das Gebiet des späteren Sequoia-Nationalparks eines der vielen Goldrauschzentren Kaliforniens. Mineral King, das Goldgräberstädtchen im südlichen Parkteil, stammt aus jener Zeit. 1881 ging der Goldboom so unvermittelt rasch zu Ende, wie er ausgebrochen war, und Mineral King wurde vorübergehend zur Geisterstadt. Mit dem kurze Zeit später einsetzenden Tourismus erwachte der Ort zu neuem Leben. Um 1880 hatte die Holzindustrie ihre Hochblüte. Ganze Waldpartien fielen der Säge und der Axt zum Opfer. Rinderzüchter trugen durch extensive Tierhaltung und Brandrodung zur Zerstörung der Wälder und Wiesen bei. Es folgten einige Siedler und mit der Kaweah Colony eine sozialistische Kommune, die aber nur von 1887 bis 1890 bestand und – da sie keinen Eigentumstitel am Boden hatte – bei der Einrichtung des Nationalparks aufgegeben wurde.

### Gründung der Nationalparks

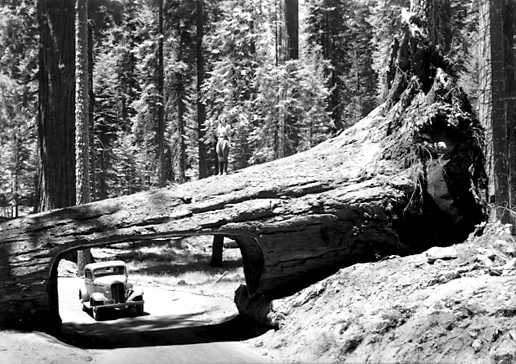
Tunnel Tree um 1940

Die Gründung der Nationalparks zum Schutz der stark beanspruchten Natur ist eng verbunden mit den beiden Pionieren Hale Tharp und John Muir. Von indianischen Freunden geführt, gelangte der Rinderzüchter und Goldsucher Hale Tharp 1858 als erster Weißer in den heute als Giant Forest bekannten Waldteil. Zeitweilig lebte er dort in einem umgestürzten hohlen Mammutbaumstamm, dem Tharp’s Log. Dort besuchte ihn 1875 der Naturforscher und -schützer John Muir, der dem Giant Forest seinen Namen gab. Muir wurde einer der Hauptinitiatoren des Sequoia-Nationalpark-Projekts, welches 1890 verwirklicht wurde. Auf Initiative von Gustaf Eisen wurde die Fläche bald darauf verdreifacht. Im Jahr 1890 wurde auch der Grant-Grove-Nationalpark geschaffen, der 1940 in den neu geschaffenen Kings-Canyon-Nationalpark integriert wurde. Seit 1948 werden die beiden Parks gemeinsam verwaltet.

## Flora

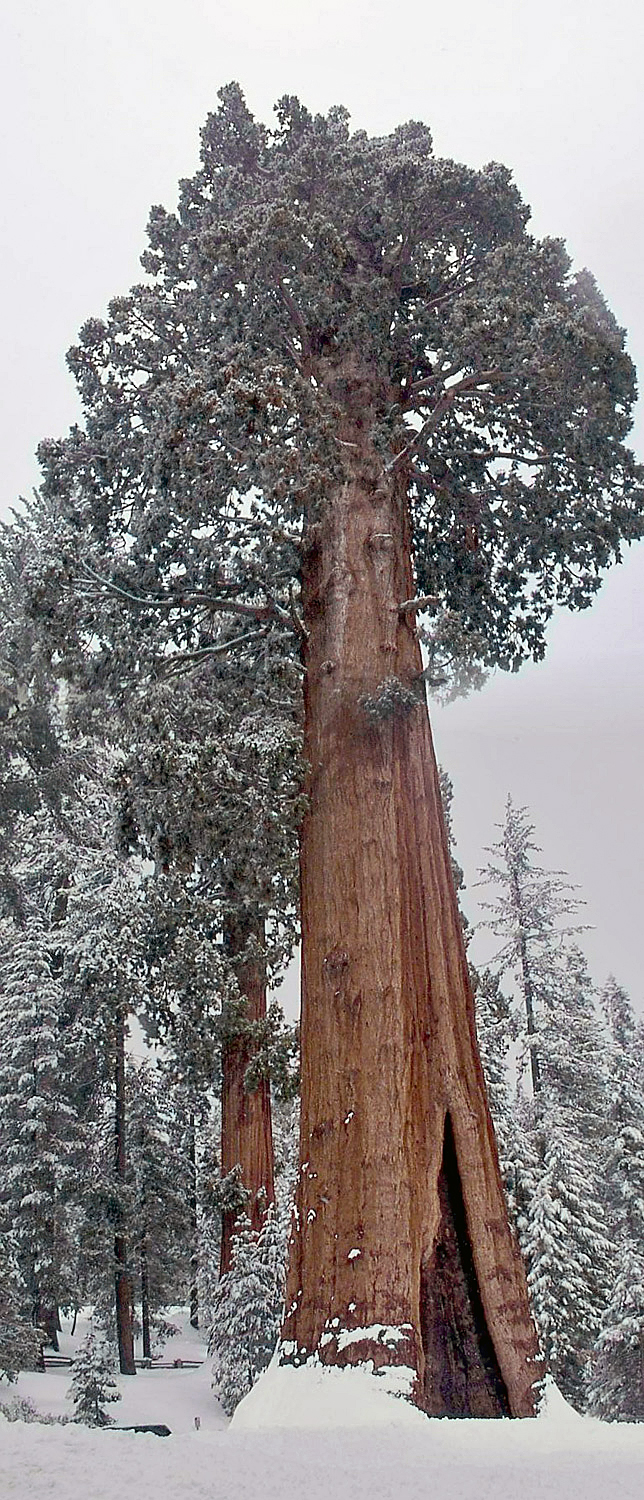
Riesenmammutbaum (Sequoiadendron giganteum) im Schnee

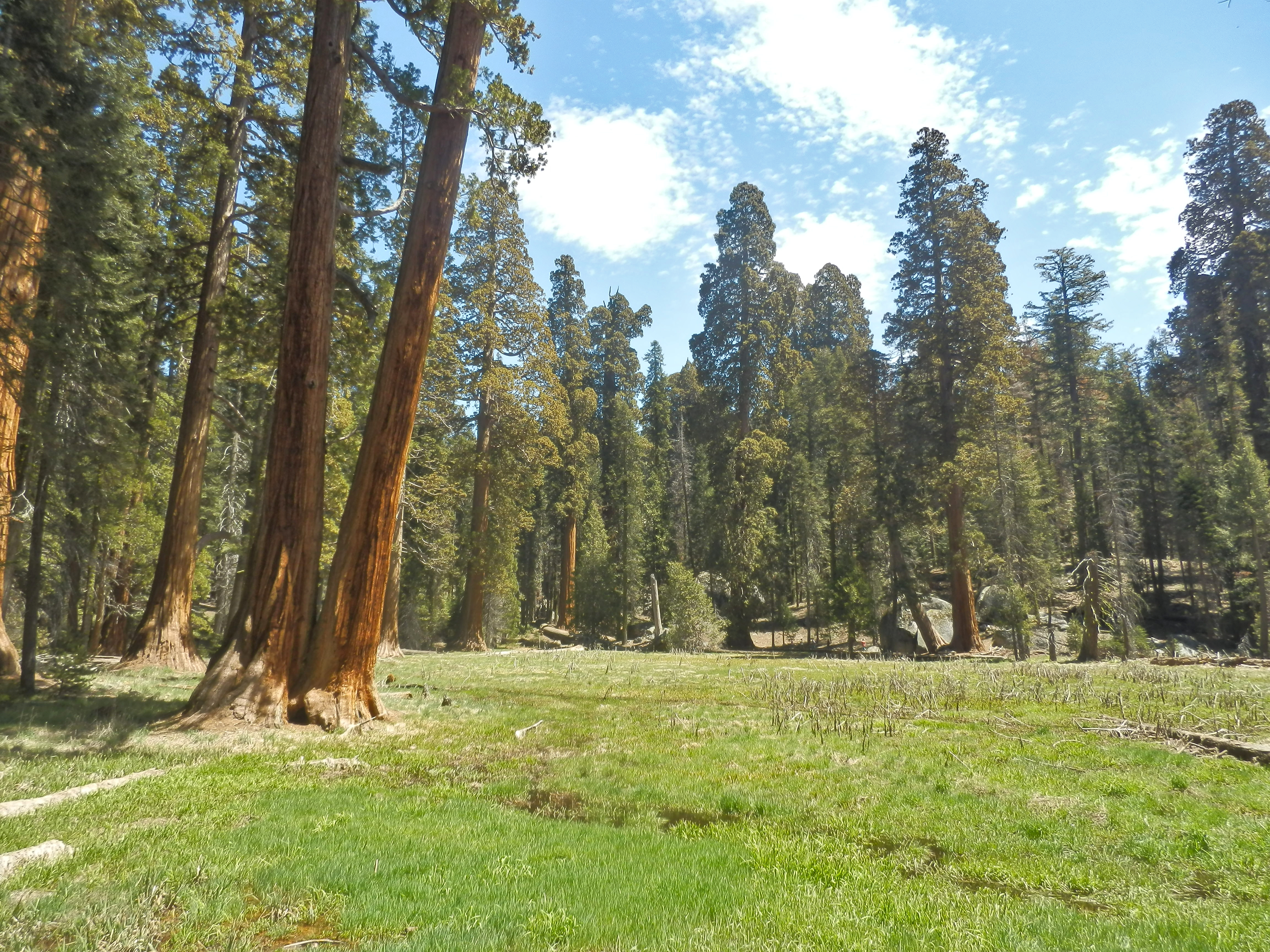
Um die Round Meadow führt ein Wanderweg, der eine Vielzahl an Lebewesen zeigt

Die extreme Topografie der beiden Nationalparks mit ihrem Höhenunterschied von 412 m in den Foothills bis zu 4417 m am Kamm der Sierra haben eine Vielfalt unterschiedlicher Lebensbedingungen geschaffen – vom heißen und trockenen Tiefland im westlichen Teil der Parks bis hin zu den schneebedeckten Gipfeln der Sierra Nevada. Hierdurch konnten sich im Gebiet der Nationalparks über 1200 verschiedene Arten, die alleine über 20 Prozent der in Kalifornien vorkommenden Pflanzenarten ausmachen, ansiedeln. Diese beinhalten nicht nur die berühmten Riesenmammutbäume, sondern auch andere Bäume, Sträucher, Gräser und Blumen.
Am westlichen Rand des Parks geht das üppige Weideland des Central Valley in ein Buschland von langsam wachsenden, knorrigen Blau-Eichen, die mehrere hundert Jahre alt werden können, sowie immergrünen Zwergeichen über. Anders als im restlichen Nationalpark, in dem größtenteils einheimische Pflanzenarten zu finden sind, bestehen die Wiesen im Bereich der Foothills hauptsächlich aus einjährigen Gräsern, die ab der Mitte des 19. Jahrhunderts in Kalifornien angesiedelt wurden und sich mit der Zeit ausgebreitet haben.
An den Hängen der niederen und mittleren Lagen der Sierra Nevada gibt es im Gegensatz zu den meisten anderen Nadelwäldern auf der Welt, die in der Regel durch eine einzige Baumart dominiert werden, eine beachtliche Anzahl verschiedener Baumarten. In diesem Teil der Parks vermischen sich Gelb-Kiefern, Weihrauchzedern, Amerikanische Weißtannen, Zucker-Kiefern und Riesenmammutbäume, die oft in lockeren Gruppen – so genannten Groves – beieinander stehen, aber auch einzeln inmitten der anderer Bäume vorkommen. Die zur Familie der Zypressengewächse gehörenden Riesenmammutbäume – auch Wellingtonien oder Mammutbäume genannt – gedeihen ausschließlich an den Westhängen der Sierra Nevada Mittelkaliforniens auf einer Höhe von 1200 bis 2400 m. Unter ihnen findet man die größten Bäume der Erde. Der General Sherman Tree genannte Mammutbaum ist 84 m hoch und weist einen Basisdurchmesser von 10 m auf. Der Baum gilt als das größte Lebewesen der Welt. Die Riesensequoias werden vermutlich bis zu 3200 Jahre alt. Früher ging man sogar von einem Höchstalter von 4000 oder gar 6000 Jahren aus. In den Hochgebirgslagen wird der Mischwald nahezu komplett durch Pracht-Tannen, Küstenkiefern sowie den bis hin zur Baumgrenze vorkommenden Fuchsschwanzkiefern ersetzt.
In Gebieten die aufgrund zu hoher Feuchtigkeit oder zu wenig Erde keinen Baumwuchs zulassen, findet man zudem Wiesen und Auen, die aus einer Vielzahl von Gräsern, Schilfen sowie Wildblumen bestehen, und einen idealen Lebensraum für kleinere Säugetiere, Vögel und Insekten darstellen.
Im Bereich der Felsengebirge, wo aufgrund der kurzen Wachstumsphasen und harten Winter nur die härtesten Pflanzen überleben, weichen die Bäume niedrig wachsenden mehrjährigen Kräutern, die meist Boden deckende Matten oder kleine Hügel bilden. Während des kurzen und intensiven Sommers blühen selbst in diesen Lagen prächtige Blumen, die ihre Samen in der kurzen Zeit bis zur Rückkehr des Winters verlieren müssen.

Hinweisschild auf Brände im Sequoia-Nationalpark

Zu Beginn der Parkgeschichte wurden Waldbrände in den Arealen der Sequoias umgehend bekämpft. Nachdem man in den Folgejahren einen Rückgang der jungen Sequoia-Bäume festgestellt hatte, wurden die folgenden für den (Fort-)Bestand der Riesenbäume relevanten Bedingungen ermittelt:
1. Waldbrände „reinigen“ den Boden von Konkurrenzpflanzen.
2. Durch Hitzeeinfluss öffnen sich die Zapfen der Sequoias, sodass die Samen auf den Boden fallen.
3. Die nach Bränden verbleibende Asche schafft einen Nährboden für die abgeworfenen Samen.
4. Sequoias können trotz großer Hitze- und Brandeinwirkung noch weiter überleben.

In den Nationalparks stehen auf Grund dieser Erkenntnisse Hinweise, die auf die Relevanz von Feuern hinweisen.
2020 brannten im Castle Fire 19.000 acres (~75 km²) im Park und töteten rund 10 % der Weltpopulation an Riesenmammutbäumen. 2023 startete der National Park Service einen Planungsprozess, ob ausnahmsweise im Nationalpark Pflanzungen von Setzlingen gestattet werden sollen, um die ökologische Qualität der Wälder schneller wieder zu verbessern, als es bei natürlicher Wiederbesiedlung geschehen würde.

## Fauna

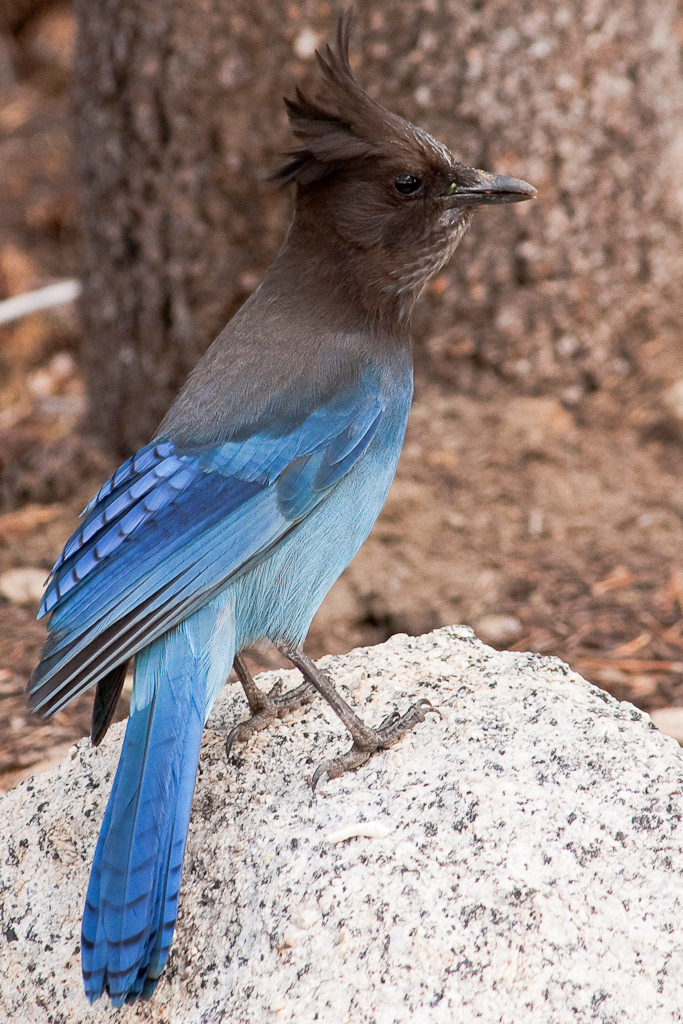
Häufig zu findender Diademhäher

Zu den verbreiteten Säugetieren der Sierra Nevada und der beiden Parks zählen Schwarzbären, Maultierhirsche, Kojoten, Füchse, Murmeltiere, Waschbären, Marder und Pfeifhasen. Darüber hinaus findet man die allgegenwärtigen Erd- und Baumhörnchen sowie acht Fledermausarten. In abgeschiedenen Parkteilen leben einige wenige Berglöwen und Dickhornschafe.
Unter den 160 im Park heimischen Vogelarten dominieren kleine Vögel. Verbreitet sind Flug- und Rebhühner, der dunkelblaue Diademhäher, mehrere Spechtarten, Kleiber, verschiedene Finkenarten, Waldsänger, Tyrannen, Tangaren, Wanderdrosseln, Schwalben, Grauwasseramseln, Zaunkönige und Kolibris. Neben den in den Wäldern vorkommenden Raubvögeln wie Habichte, Bussarde und Eulen, haben sich in den letzten Jahren den Felswänden des Tokopah Valley auch Steinadler eingenistet. Zudem leben einige Schlangen-, Salamander- und Froscharten in den unteren Parkregionen und dem Kings-Canyon.

## Tourismus
Im Gegensatz zum Yosemite-Nationalpark und dem Grand Canyon werden die Nationalparks Sequoia und Kings Canyon jährlich nicht von Millionen von Besuchern überschwemmt. Beide Parks sind schön, mit viel unverdorbener Wildnis, aber nicht so populär. Man erreicht sie nur mit dem eigenen Auto oder einer geführten Tour, nicht aber mit öffentlichen Verkehrsmitteln.
Die Hauptsehenswürdigkeit der Sequoia- und Kings-Canyon-Nationalparks sind zweifellos die verschiedenen Gruppen von Mammutbäumen, durch die viele kurze Fußwege führen. Die größten Giganten findet man im Giant Forest, in dem auch der größte Sequoia überhaupt, der General Sherman Tree steht.
Weitere bekannte Sehenswürdigkeiten sind:

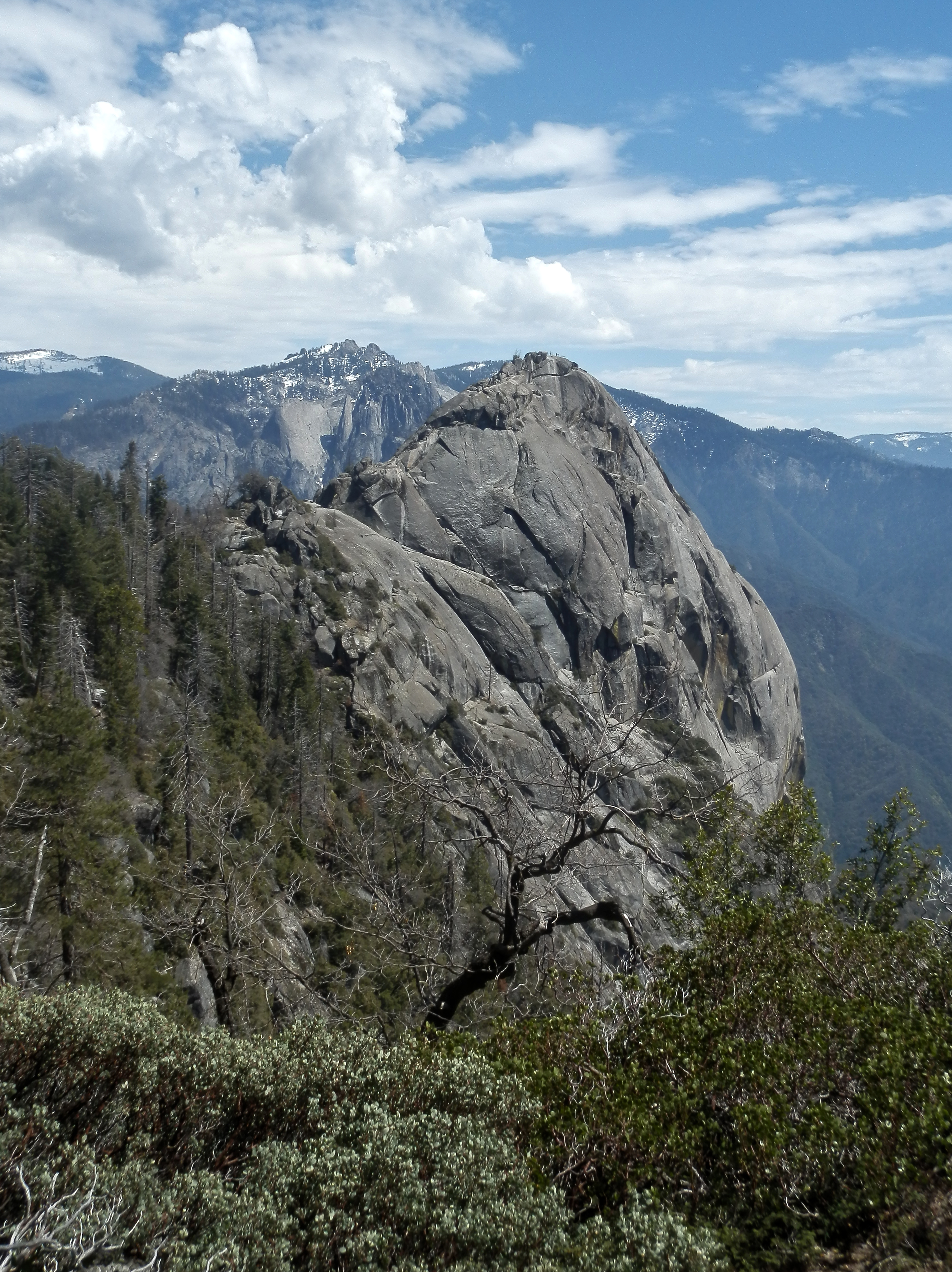
Moro Rock im Sequoia-Nationalpark

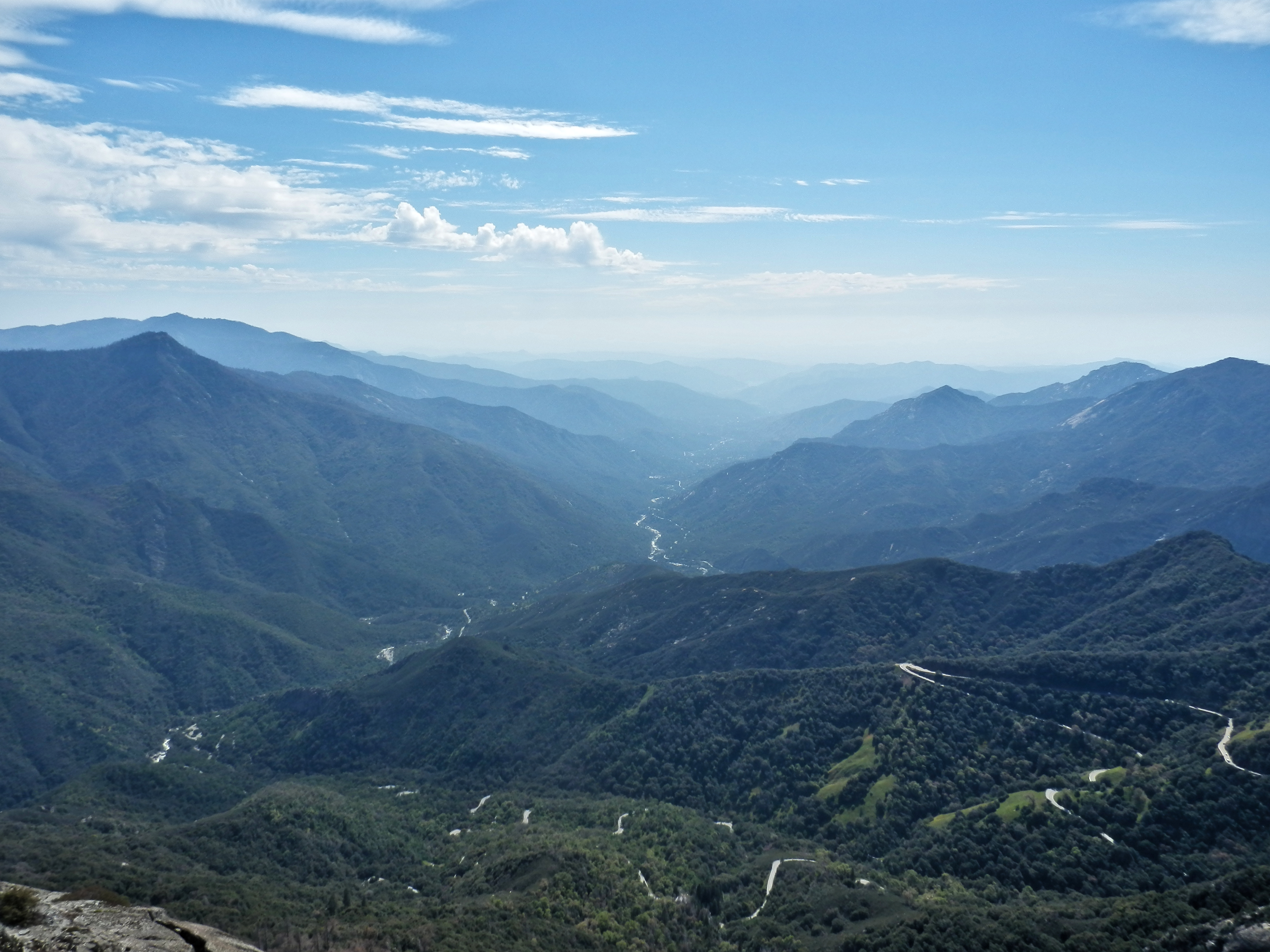
Blick vom Moro Rock Richtung Westen auf das durch den Kaweah River geformte Tal und den Serpentinenaufstieg der California State Route 198

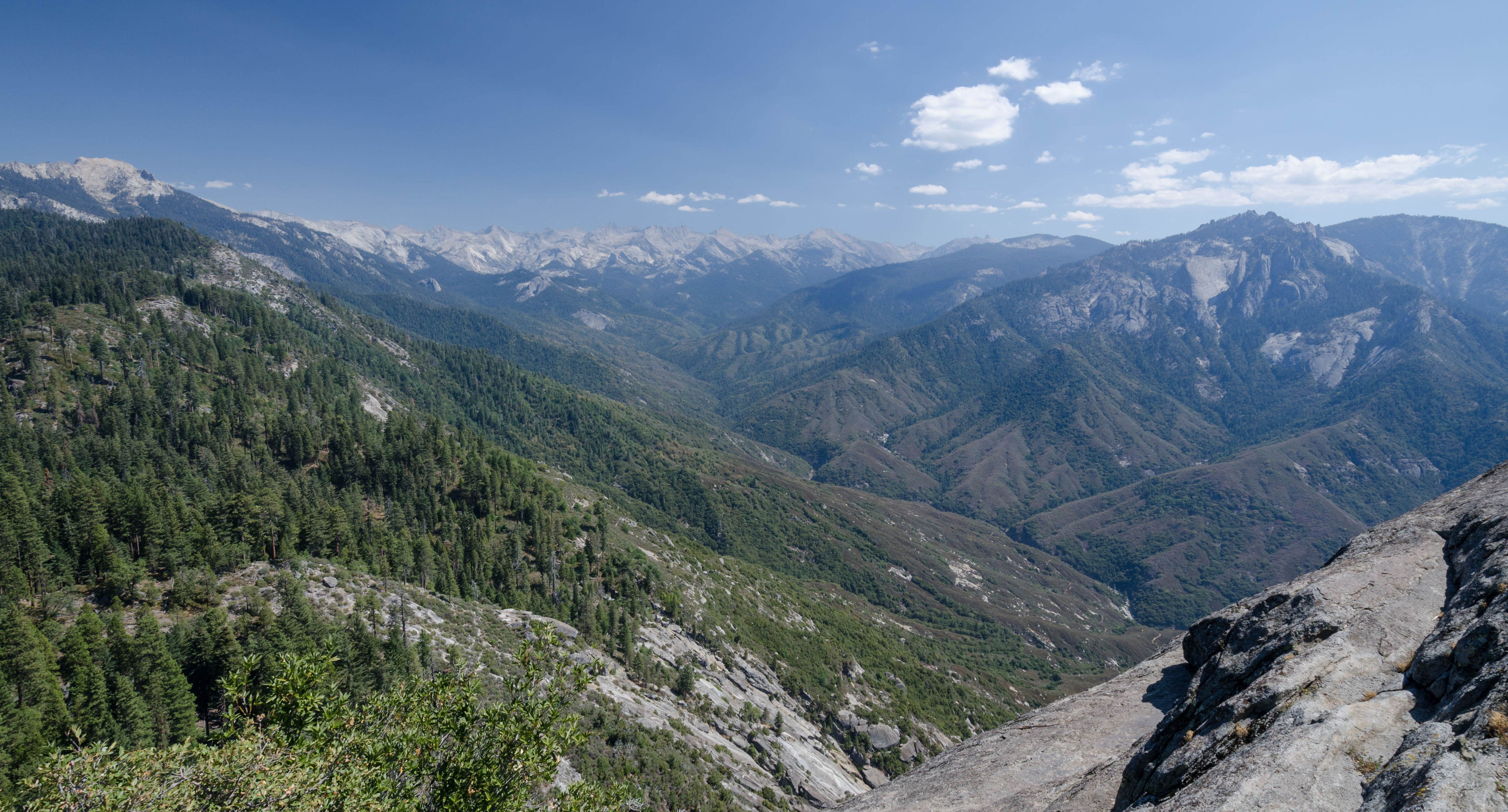
Blick vom Moro Rock Richtung Osten auf die Berglandschaft

- der 2050 m hohe Moro Rock, ein domförmiger Granitmonolith, der über eine steile, in den Fels gemeißelte Treppe erklommen werden kann. Vom höchsten Punkt aus erhält man einen Rundblick über den Wald, die Täler und auf die Hochgebirgskette im Osten.
- die Crystal Cave, eine Tropfsteinhöhle, durch die verschiedene Touren angeboten werden.
- der 1½ km lange Big Stump Trail am westlichen Parkeingang des Kings-Canyon-Nationalparks, der mitten durch ein großes altes Abholzgebiet mit tanzbühnengroßen Baumstrünken führt. Hier wurden in der zweiten Hälfte des 19. Jahrhunderts die vermutlich größten Sequoias überhaupt gefällt.
- der General Grant Tree in der Grant Grove, der volumenmäßig zweitgrößte Baum der Erde. Er ist 81½ m hoch und weist einen Basisdurchmesser von 10 m auf. Laut Schätzungen ist er nicht ganz 2000 Jahre alt.
- der Kings Canyon und das Tal des Kings River, ein raues, von teilweise über 1500 m hohen, senkrechten Felswänden flankiertes Tal mit engen, tiefen Schluchten und Wasserfällen.

Aufgrund ihrer Vielfältigkeit bieten die beiden Nationalparks eine große Anzahl möglicher Aktivitäten. Sie reichen von Wandern und Bergsteigen über Fischen bis zu Tierbeobachtungen und Reiten. Die Wanderwege reichen von kurzen Spaziergängen bis hin zu Mehrtageswanderungen. Im Giant Forest sowie in der Grant und der Cedar Grove sind viele kurze Spazierwege und einige Lehrpfade angelegt. Sie führen zu den größten und spektakulärsten Mammutbäumen, zu sehenswerten Baumgruppierungen, zu Waldlichtungen, Bächen und Aussichtspunkten. Beliebt sind auch Wanderungen in entlegene Gegenden des Hinterlandes, insbesondere von der Cedar Grove aus. Die Wanderwege führen entlang von Flussläufen, zu kleinen Bergseen, auf Bergrücken und Berggipfel der im Osten sich hinziehenden Hochgebirgskette. Berühmt ist der mehrere 100 km lange John Muir Trail, der beide Parks in nordsüdlicher Richtung durchquert und zum Yosemite-Nationalpark führt. Weitere bekannte Wanderwege sind der Pacific Crest Trail und der High Sierra Trail. Insgesamt stehen den Besuchern etwa 2000 km markierte Wanderwege zur Verfügung.

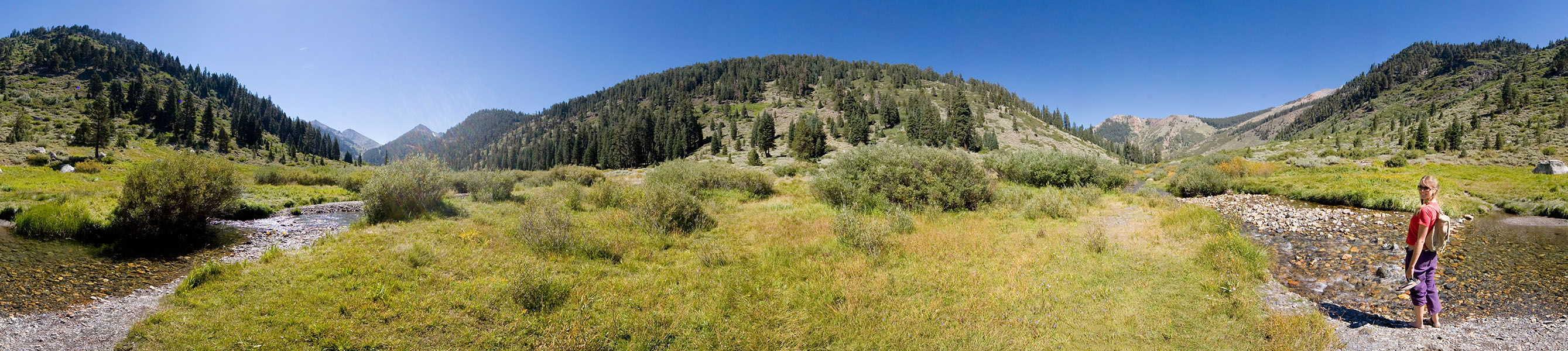
Wandern in der Nähe von Atwell Mill

Hotels, Restaurants und kleine Lebensmittelgeschäfte befinden sich in den Park Villages von Giant Forest, Stony Creek, Grant Grove und Cedar Grove. Die großen Campingplätze sind der Sunset-, der Dorst- und der Lodgepole-Campingplatz. Zu den mittelgroßen Plätzen gehören der Azalea, der Moraine und der Sheep Creek-Campingplatz. Dazu kommen ein halbes Dutzend kleinere und zum Teil komfortlose Camping- und Zeltplätze.
Die Hauptsaison in den beiden Parks dauert ungefähr von Anfang Juni bis Ende September. Zum Großandrang kommt es im Juli und August.
Informationen zur Geschichte des Parks, zur Flora und Fauna, zur Geologie, zu individuellen oder geführten Wanderungen und zu weiteren Aktivitätsmöglichkeiten sind in verschiedenen Besucherzentren (Visitor Centers) im Park erhältlich. Das Besucherzentrum des Kings-Canyon-Nationalparks befindet sich in der Nähe der Grant Grove, das des Sequoia-Nationalparks in Lodgepole. Beide Zentren zeigen auch kleine Ausstellungen. Zudem werden in regelmäßigen Abständen Tonbildschauen und Kurzfilme vorgeführt.

Der Tunnel Log im Jahr 2005

Inzwischen werden einige der errichteten Sehenswürdigkeiten der Parks nicht weiter instand gehalten. Der oben bereits erwähnte Tunnel Log existiert nach wie vor, der nur wenige Meter daneben liegende Stamm eines Riesenbaumes, auf den man mit dem Auto fahren konnte, ist inzwischen für den Publikumsverkehr gesperrt. Außerdem wurden von 1990 bis 2000 große Teile der historischen Holzhäuser des Giant Forest Lodge Historic District abgerissen, weil sie zu nah an den Bäumen des Giant Forest standen. Die Bauten selbst und die Besucher, die sie mieten konnten, schädigten die Wurzeln der Riesenmammutbäume, die als extreme Flachwurzler besonders empfindlich sind. Der Abriss war lange umstritten, weil die Häuser seit 1978 im National Register of Historic Places eingetragen waren und unter Denkmalschutz standen.